# Dieuze
Dieuze est une commune française située dans le département de la Moselle, en région Grand Est. Ses habitants sont appelés les Dieuzois  et sont au nombre de 2 792 en 2022.
Historiquement et culturellement située en Lorraine, la commune est un ancien chef-lieu de district et de canton.

## Géographie

### Localisation
La ville est située dans la plaine saline du Saulnois au sud-est de Metz, aux portes du Parc naturel régional de Lorraine et fait partie de la ZNIEFF du pays des étangs. Dieuze fut la commune la plus peuplée de l'ex-arrondissement de Château-Salins, jusqu'à la dissolution de ce dernier en 2016.
| Guébestroff    | Guéblange-lès-Dieuze | Guéblange-lès-Dieuze |
| Guébestroff    | Dieuze               | Guéblange-lès-Dieuze |
| Blanche-Église | Lindre-Basse         | Lindre-Basse         |

### Hydrographie
La commune est située dans le bassin versant du Rhin au sein du bassin Rhin-Meuse. Elle est drainée par la Seille, le ruisseau le Spin, le ruisseau le Verbach, le ruisseau de l'Étang des Essarts, le ruisseau de l'Étang Osterweiher et le ruisseau de l'Étang Voite.
La Seille, d'une longueur totale de 137,7 km, prend sa source dans la commune de Maizières-lès-Vic et se jette  dans la Moselle à Metz en limite avec Saint-Julien-lès-Metz, après avoir traversé 57 communes.
Le Spin, d'une longueur totale de 14 km, prend sa source dans la commune de Lidrezing et se jette  dans la Seille sur la commune en limite avec Val-de-Bride, après avoir traversé sept communes.
Le Verbach, d'une longueur totale de 11,8 km, prend sa source dans la commune de Domnom-lès-Dieuze et se jette  dans la Seille sur la commune, après avoir traversé sept communes.

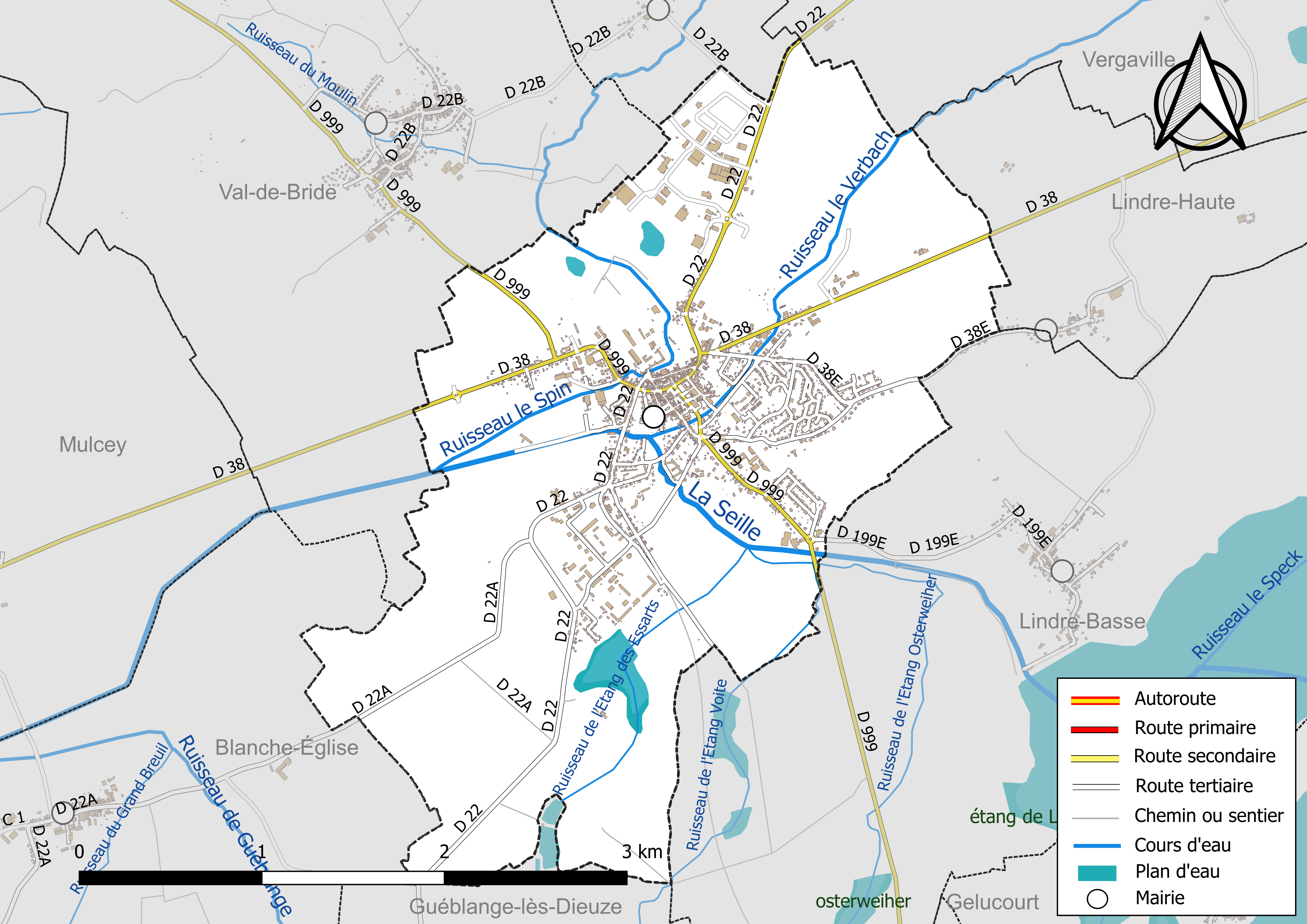
Réseaux hydrographique et routier de Dieuze.

La qualité des eaux des principaux cours d’eau de la commune, notamment de la Seille, du ruisseau le Spin et du ruisseau le Verbach, peut être consultée sur un site dédié géré par les agences de l’eau et l’Agence française pour la biodiversité.

### Climat
Pour des articles plus généraux, voir Climat du Grand Est et Climat de la Moselle.
En 2010, le climat de la commune est de type climat des marges montargnardes, selon une étude du Centre national de la recherche scientifique s'appuyant sur une série de données couvrant la période 1971-2000. En 2020, Météo-France publie une typologie des climats de la France métropolitaine dans laquelle la commune est exposée à un climat semi-continental et est dans la région climatique  Lorraine, plateau de Langres, Morvan, caractérisée par un hiver rude (1,5 °C), des vents modérés et des brouillards fréquents en automne et hiver. 
Pour la période 1971-2000, la température annuelle moyenne est de 10 °C, avec une amplitude thermique annuelle de 17 °C. Le cumul annuel moyen de précipitations est de 770 mm, avec 12,1 jours de précipitations en janvier et 9,1 jours en juillet. Pour la période 1991-2020, la température moyenne annuelle observée sur la station météorologique de Météo-France la plus proche, « Rodalbe », sur la commune de Rodalbe à 11 km à vol d'oiseau, est de 10,6 °C et le cumul annuel moyen de précipitations est de 737,2 mm. 
La température maximale relevée sur cette station est de 38,7 °C, atteinte le 24 juillet 2019 ; la température minimale est de −18,1 °C, atteinte le 26 décembre 2010,,. 
Les paramètres climatiques de la commune ont été estimés pour le milieu du siècle (2041-2070) selon différents scénarios d'émission de gaz à effet de serre à partir des nouvelles projections climatiques de référence DRIAS-2020. Ils sont consultables sur un site dédié publié par Météo-France en novembre 2022.

### Voies de communication et transports

#### Réseau routier
La route nationale 399 ou RN 399 était une route nationale française reliant Metz à Maizières-lès-Vic. À la suite de la réforme de 1972, elle a été déclassée en RD 999. La distance entre Dieuze et Metz, la préfecture du département, est de 57 kilomètres, tandis qu'elle est de 45 kilomètres entre Dieuze et Nancy.

#### Voies ferrées
La gare de Dieuze, située sur la ligne de Nouvel-Avricourt à Bénestroff, a fermé au service des voyageurs en 1958. Un service marchandises a cependant subsisté entre Dieuze et Bénestroff jusqu'en 2002. La section de Dieuze à Vergaville de cette ancienne ligne ferroviaire est reconvertie en vélo-rail depuis juillet 2019. Le bâtiment a quant à lui été rénové 8 en appartements.
La gare ouverte au service des voyageurs la plus proche est celle de Bénestroff.

## Urbanisme

### Typologie
Au 1er janvier 2024, Dieuze est catégorisée bourg rural, selon la nouvelle grille communale de densité à sept niveaux définie par l'Insee en 2022.
Elle appartient à l'unité urbaine de Dieuze, une unité urbaine monocommunale constituant une ville isolée,. Par ailleurs la commune fait partie de l'aire d'attraction de Dieuze, dont elle est la commune-centre,. Cette aire, qui regroupe 31 communes, est catégorisée dans les aires de moins de 50 000 habitants,.

### Occupation des sols
L'occupation des sols de la commune, telle qu'elle ressort de la base de données européenne d’occupation biophysique des sols Corine Land Cover (CLC), est marquée par l'importance des territoires agricoles (46,8 % en 2018), en diminution par rapport à 1990 (51 %). La répartition détaillée en 2018 est la suivante : 
prairies (36,5 %), forêts (22,8 %), zones industrielles ou commerciales et réseaux de communication (15,5 %), zones urbanisées (14,9 %), zones agricoles hétérogènes (5,2 %), terres arables (5,1 %). L'évolution de l’occupation des sols de la commune et de ses infrastructures peut être observée sur les différentes représentations cartographiques du territoire : la carte de Cassini (XVIIIe siècle), la carte d'état-major (1820-1866) et les cartes ou photos aériennes de l'IGN pour la période actuelle (1950 à aujourd'hui).

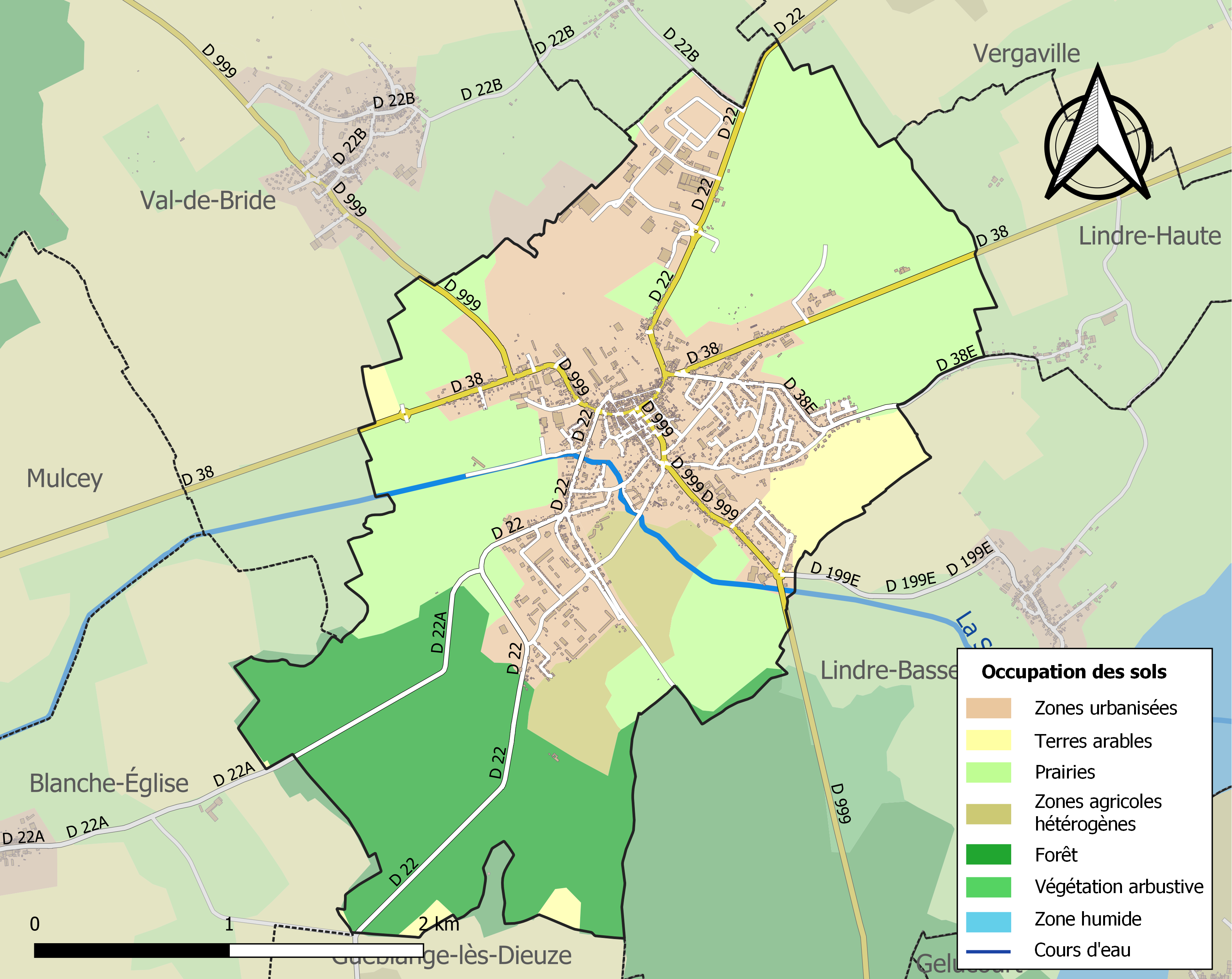
Carte des infrastructures et de l'occupation des sols de la commune en 2018 (CLC).

## Toponymie
Le celtique ancien employait un thème *dëuo- « dieu, divin » dans des toponymes (noms de cours d'eau et noms d'établissements). Dieuze désigné sous le terme de Decima (VIIe – IXe siècles) et traversée par la Seille et par plusieurs ruisseaux signifierait ainsi le « Lieu des eaux divines »
On a longtemps cru que Dieuze était désignée sous les termes latins Decem Pagi à l'époque gallo-romaine. Il s'agit plus vraisemblablement du site voisin de Tarquimpol. De l'époque franque à la guerre de Trente Ans, Dieuze fait partie de la zone germanophone, son toponyme est Duss. La forme Dieuze est utilisée à partir du XVIIe siècle et s'impose à la Révolution. Le nom de la commune est de nouveau germanisé en 1915 et de 1940 à 1944, en Duss.
- Decima (VIIe – IXe siècles), Duosa curtis (1006), Dosia (1120), Doza (1270), Dueze (1316), Duß et Duse (1486), Dieuse (1525), Thus (1558), Dusa (1589), Dieuze (1793).
- Durant le XIXe siècle, Dieuze était également connu au niveau postal sous l'alias de Duze[20].

## Histoire

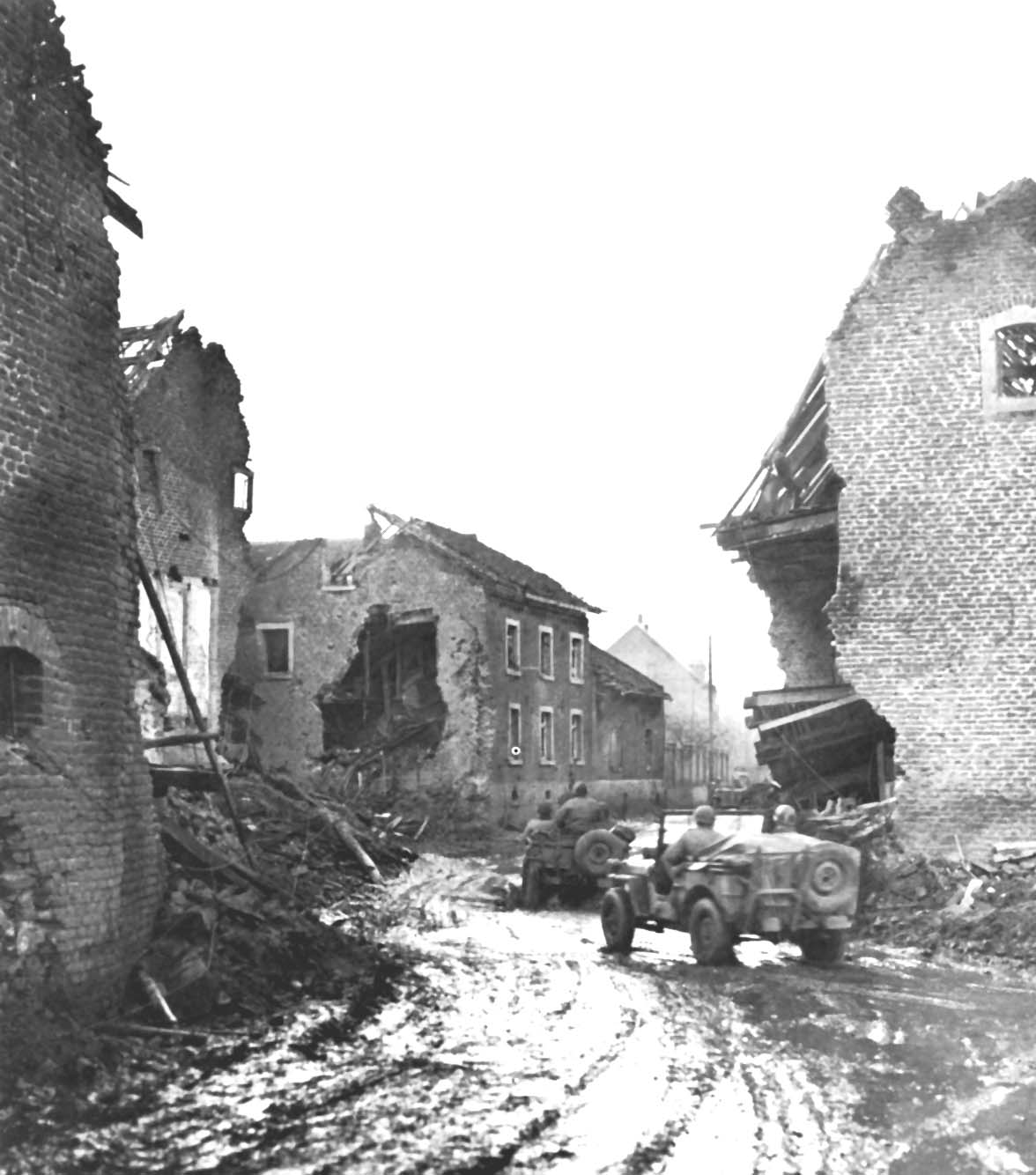
Soldats américains à l’automne 1944.

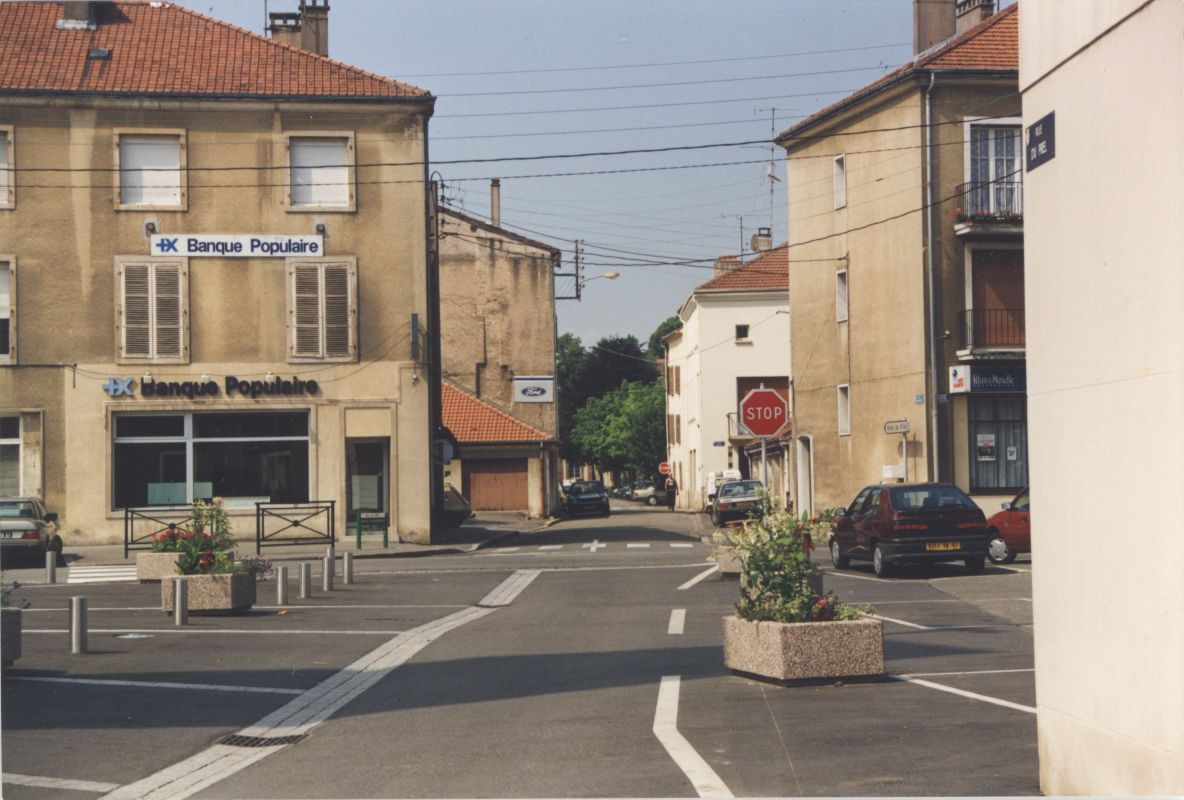
Vue prise approximativement au même endroit que la vignette no 1 (1996).

L'histoire de Dieuze remonte à l'antiquité. Les sources salées sont exploitées dès l’époque gallo-romaine. « Duosa Villa » prospère grâce au sel. Elle attirera plus tard la convoitise des ducs de Lorraine. L’histoire de Dieuze est celle de sa saline, documentée à partir du début du XIIe siècle. Dès cette époque, la ville est un enjeu pour le chapitre de Sainte-Madeleine de Verdun et les ducs de Lorraine.
Dieuze devient par la suite un fief lorrain important du Bailliage d'Allemagne. En 1594, Dieuze est le chef-lieu d'une prévôté et châtellenie, au sein de celui-ci. En 1710, la commune fait toujours partie de ce même bailliage, en tant que prévôté et Office.
L'usage de la langue française est encore peu répandu à Dieuze à la fin du XVIe siècle. On y produit encore, en 1632, des actes rédigés en allemand.
La population est massacrée durant la guerre de Trente Ans. En 1642, le roi de France s'empare de la ville. En 1657, les Espagnols tentent, en vain, d'envahir la place.
L'état de dépopulation, à peu près commun à toute la Lorraine, appelle, vers 1663, l'attention du gouvernement français ; plusieurs familles de Picards, envoyées dans la châtellenie de Dieuze, s'établissent dans les villages abandonnés. En 1697, on compte plus de 40 familles. Leur origine n'était pas encore oubliée dans le canton, longtemps après la réunion de la Lorraine à la France, et les indigènes ne voyaient pas de bon œil ces étrangers.
Par les traités des Pyrénées, de Vincennes et de Riswick (1659, 1661, 1697), les ducs de Lorraine conservent Dieuze et les salines.
Après avoir été chef-lieu d'un bailliage de 1751 à 1790, Dieuze devient une commune du département de la Meurthe et le siège d'un district, de 1790 à 1795. La commune connaît un grand essor économique à la fin du XVIIIe siècle, grâce au développement des salines. Au XIXe siècle, Dieuze a le privilège de recevoir Napoléon Bonaparte et, quelques décennies plus tard, Napoléon III en 1857.
À la fin du XVIIIe siècle, la ville de Dieuze est convoitée pour ses mines de charbon.
Dieuze fait partie du territoire cédé à l’Empire allemand en 1871, territoire qui deviendra le Reichsland Elsass-Lothringen. Pendant l'annexion allemande, la commune fait partie de l'arrondissement de Château-Salins et compte 5 852 habitants en 1912. Les jeunes appelés font leur service militaire dans l'armée impériale allemande. Si certains rejoignent la France au début des hostilités, en 1914, la majorité d'entre eux se battent pour le Reich allemand jusqu'en 1918.
Après l'échec de l'offensive française en 1914, certains regrettèrent l’accueil qu’ils avaient réservé aux troupes françaises. Après quatre ans de conflit meurtrier, l'armistice de 1918 est bien accepté par les habitants du canton, heureux de retrouver la paix. Les Allemands de souche, devenus indésirables en Moselle, sont expulsés par la France. Après guerre, l'ancienne commune de la Meurthe reste dans le département de la Moselle. En 1924, la ville est décorée de la croix de guerre.
Pendant la Seconde Guerre mondiale, après les combats de juin 1940, où s'illustrent les Polonais de la 1re division polonaise de grenadiers du général Duch, la commune est de nouveau annexée au Reich allemand. En 1940 encore, à Dieuze était établi un camp Allemand de prisonniers Belges. Fin 1942, les jeunes des classes 1922, 1923 et 1924 sont incorporés dans l'armée allemande. En 1943, leurs aînés des classes 1914 à 1921 sont à leur tour enrôlés. À la fin de la guerre, pendant la bataille de Metz, Dieuze est sévèrement bombardée par l'armée américaine et subit de sérieux dégâts. Libérée le 17 novembre 1944, la commune reçoit en 1948 la croix de guerre avec palme.
Bourgade provinciale, Dieuze peut se targuer d'avoir donné le jour à deux théologiens de renom, quatre académiciens, un ministre-président et à plusieurs officiers supérieurs, hommes politiques et scientifiques.

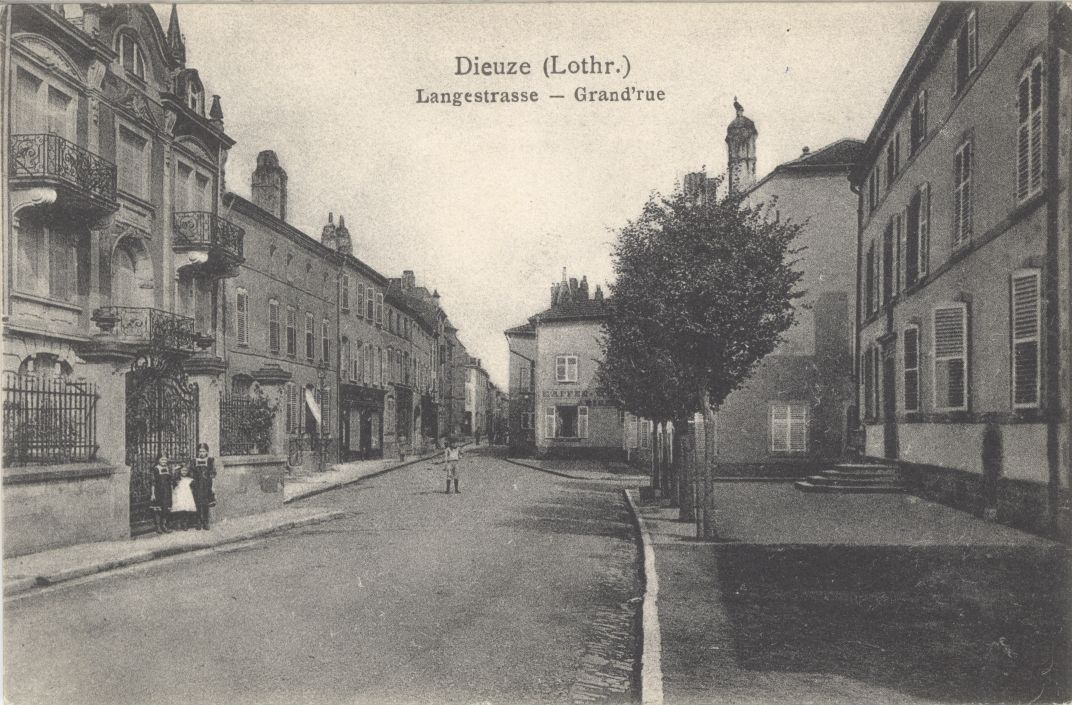
Vue de Dieuze au début du XXe siècle (1).
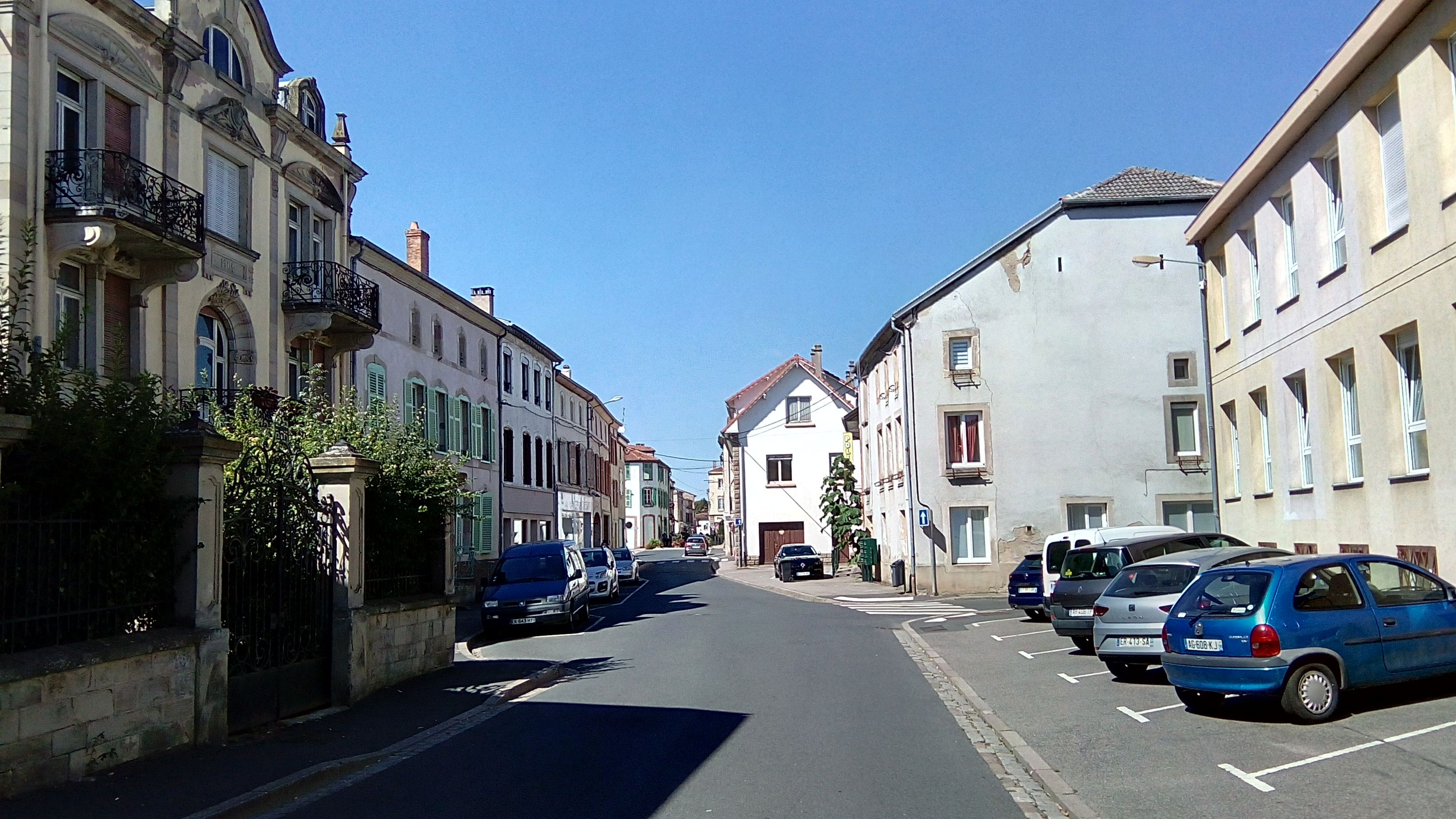
Vue prise le 4 septembre 2019, au même endroit que l'image de la carte postale intitulée "Vue de Dieuze au début du xxe siècle (1)"
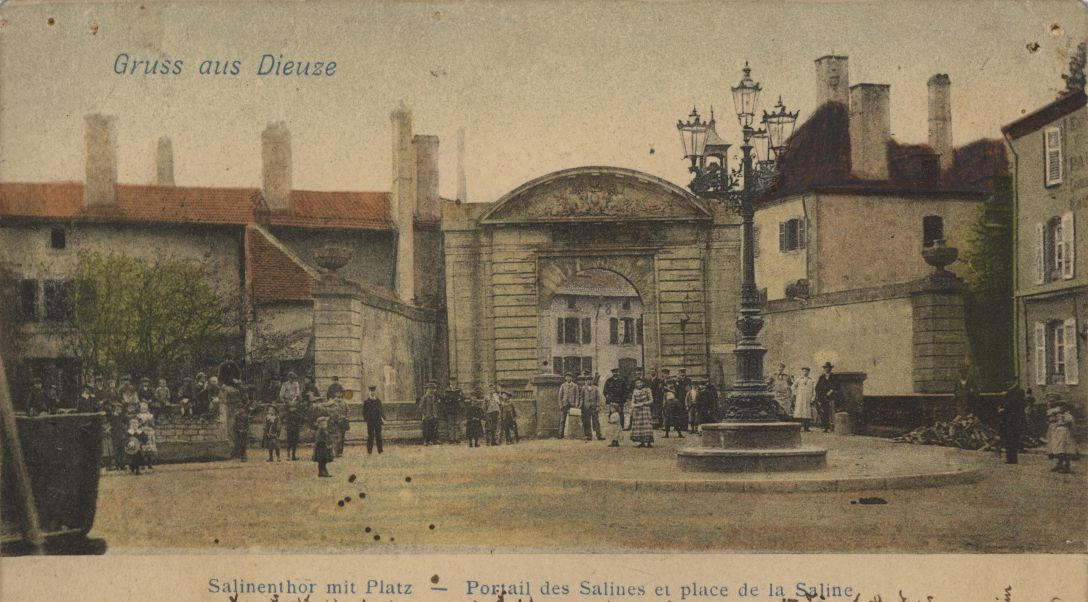
Vue de Dieuze au début du XXe siècle (2).
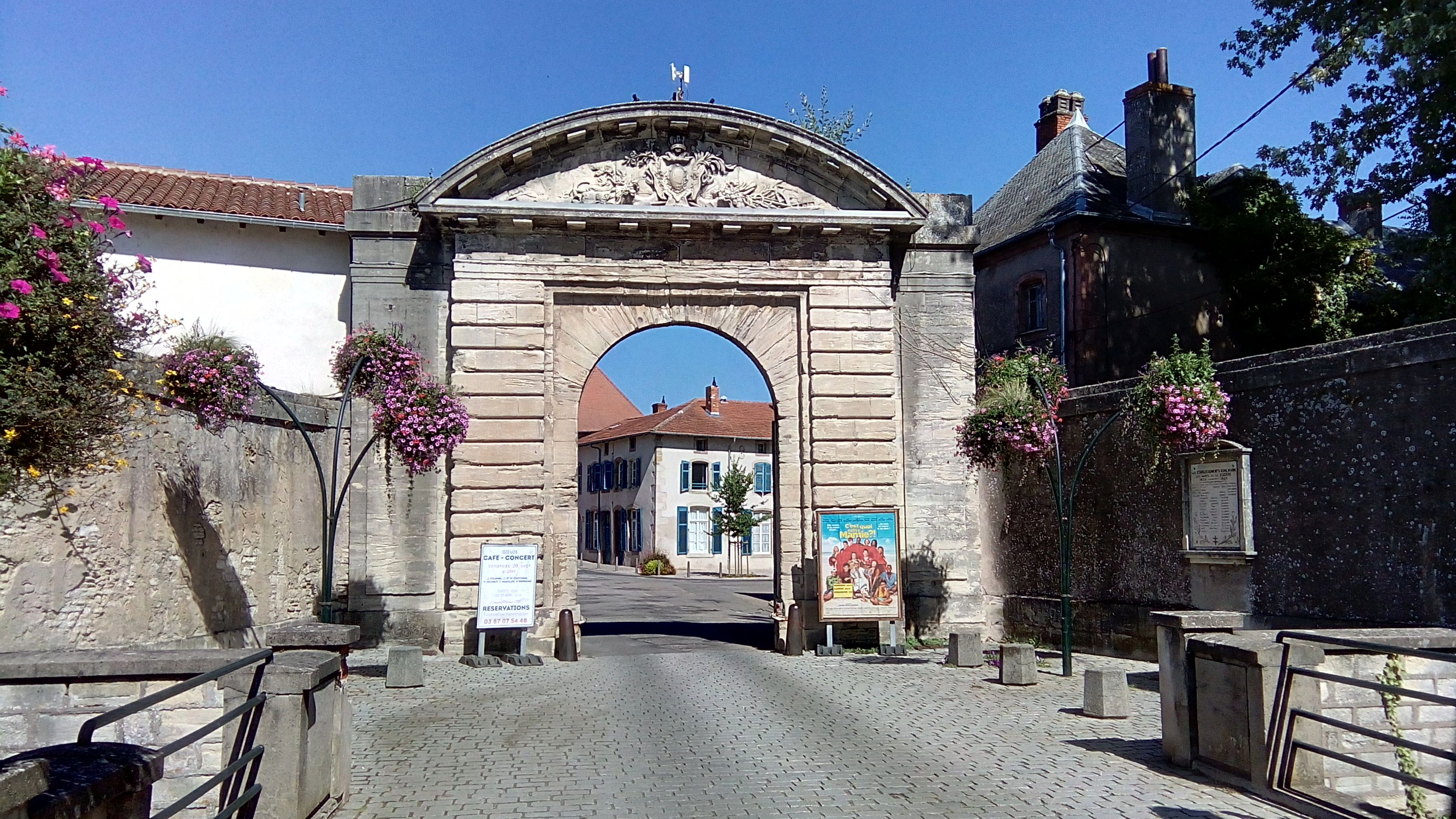
Porte d'entrée de la Saline. Vue prise le 4 septembre 2019
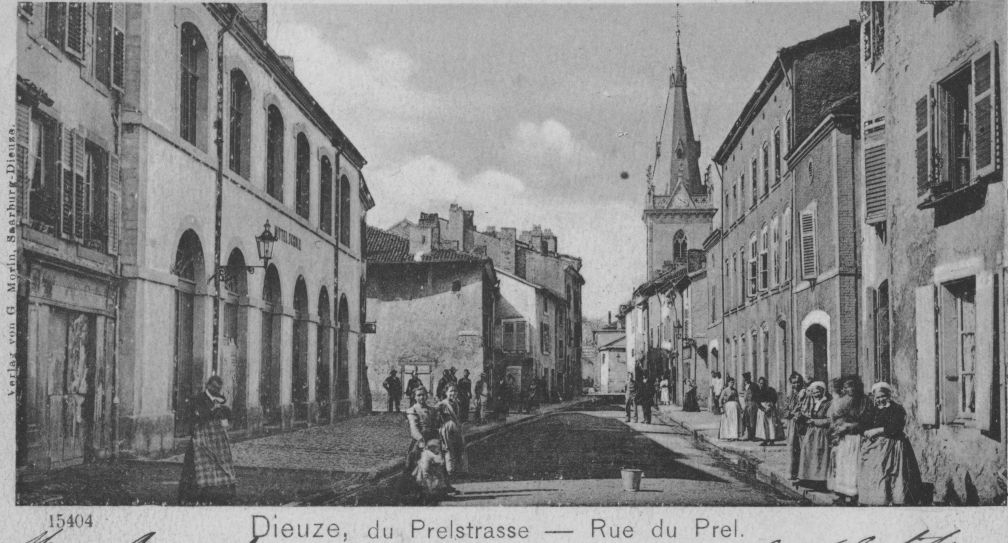
Vue de Dieuze au début du XXe siècle (3).
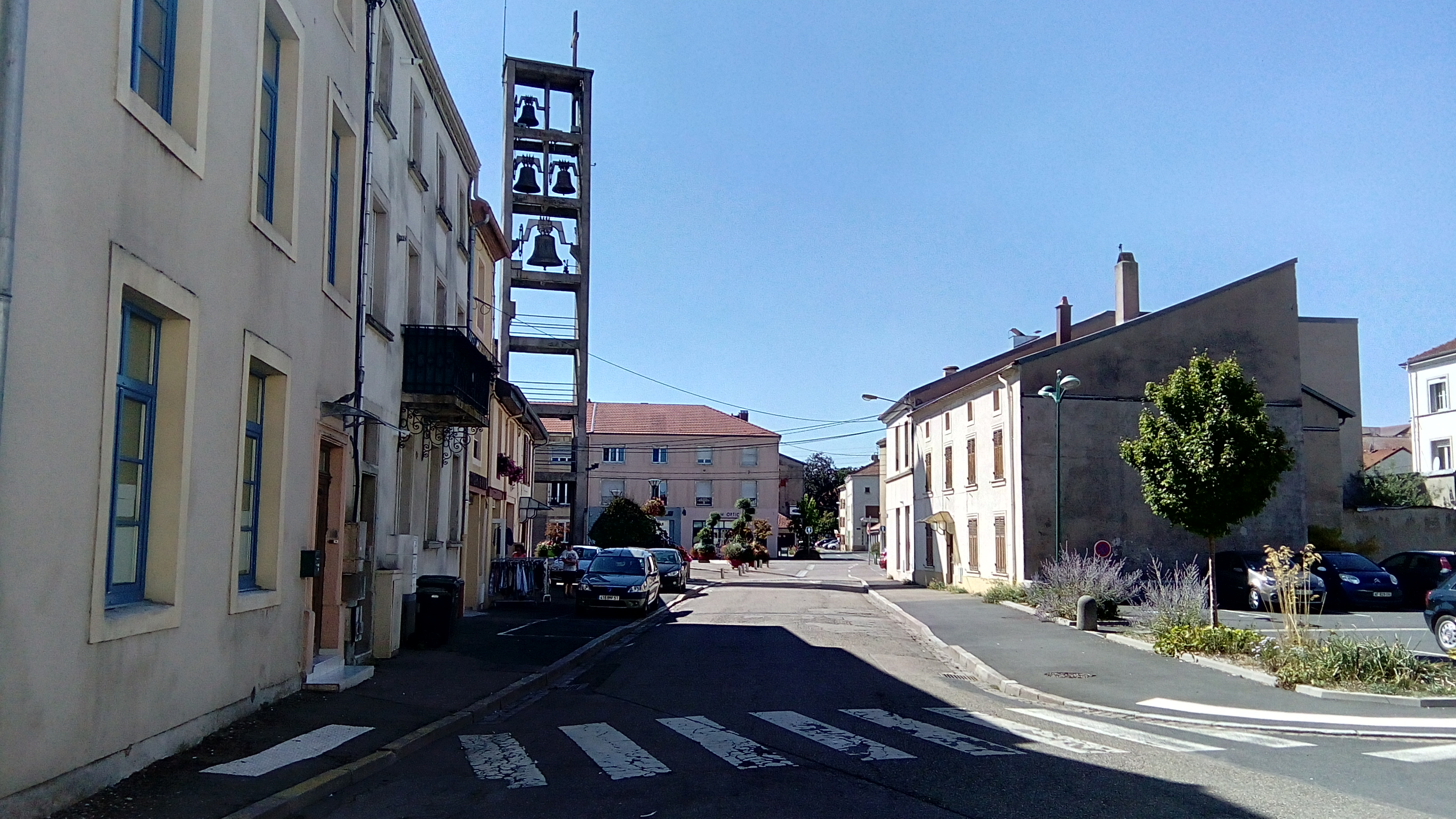
Rue du Prel. Vue prise le 4 septembre 2019. Tout a été démoli pendant la guerre, même l'église.
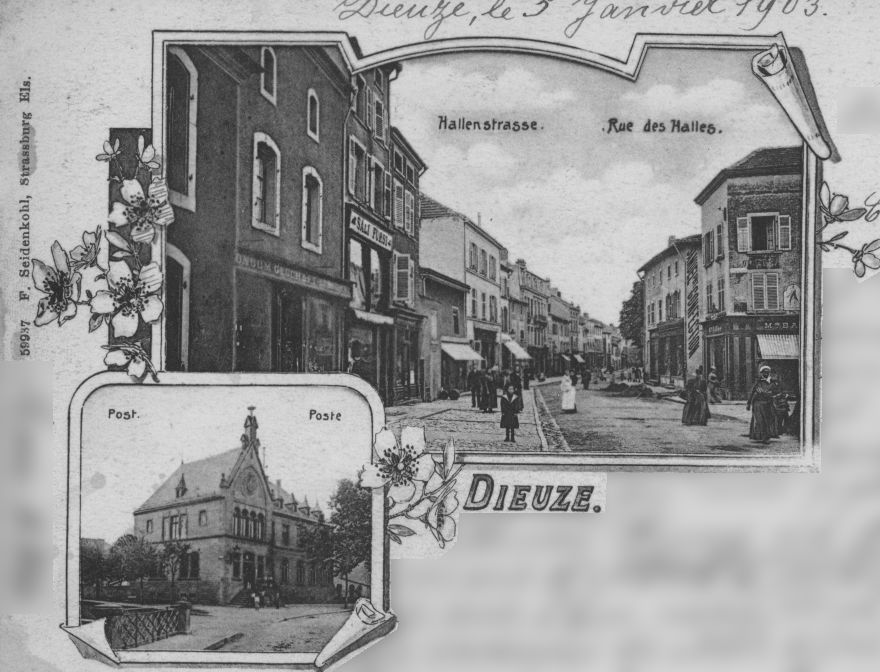
Vue de Dieuze au début du XXe siècle (4).
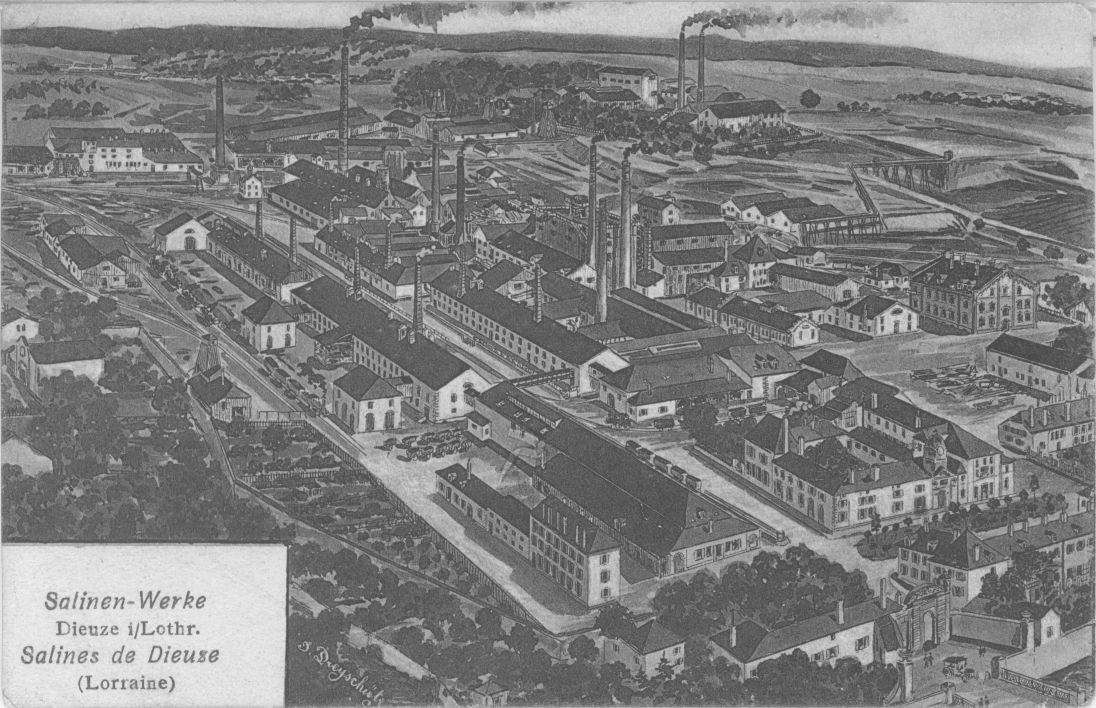
Vue de Dieuze au début du XXe siècle (5).
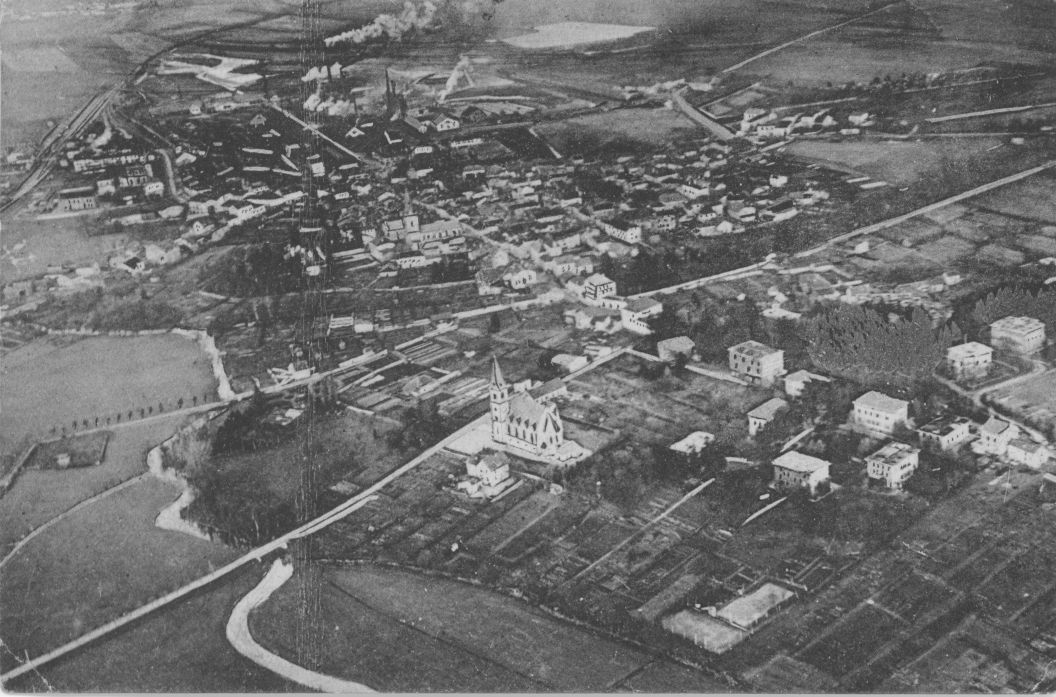
Vue de Dieuze au début du XXe siècle (6).

En 2025, la commune est faite membre associé du Félibrige.

### Garnison
C’est à la suite de l’annexion allemande de 1871 que Dieuze, alors proche de la frontière avec la France, devient une ville de garnison. Auparavant, la commune possédait un fort dépendant de la place de Marsal. Durant la période allemande plusieurs casernes en briques rouges et jaunes, style caractéristique de l'architecture militaire prussienne, sont construites. Le 136e régiment d'infanterie s'installe à Dieuze en 1887. En 1910, la commune compte 5 852 habitants dont un millier de militaires.
En 1963, le 13e régiment de dragons parachutistes (13e RDP) arrive à Dieuze ; sa devise est « Au-delà du possible ». Ce régiment est spécialisé dans la recherche du renseignement derrière les lignes ennemies ou en zone de crise. En juin 2011, le 13e RDP quitte la ville pour rejoindre le camp de Souge, en Gironde, afin de se rapprocher du reste des forces spéciales.
Le centre de formation initiale des militaires du rang (CFIM) de Dieuze est inauguré le 21 octobre 2011 afin de relever le 13e RDP au sein des quartiers Lyautey (ancien quartier Boussat) et Fabert. Le 26 avril 2017, le CFIM de Dieuze reçoit la garde du drapeau du 18e régiment de transmissions et prend l'appellation de 18e régiment d'instruction des transmissions le 1er juillet 2025. La garnison comprend également la 41e antenne médicale.
Autres unités ayant tenu garnison à Dieuze :
- 125e escadron automobile de réserve générale ;
- Garde républicaine mobile[30].

## Politique et administration

### Tendances politiques et résultats
Au 2e tour de la présidentielle à Dieuze, Emmanuel Macron (En Marche!) est en tête du scrutin, crédité de 54,65 % des suffrages. À la deuxième place Marine Le Pen (Front national) recueille un score de 45,35 %.
Parmi les votants, 6,77 % ont glissé un bulletin blanc dans l'urne, tandis que l'on décompte 2 % de votes nuls.

### Liste des maires
| Période                                  | Période      | Identité        | Étiquette       | Qualité |
| ---------------------------------------- | ------------ | --------------- | --------------- | --- |
| Les données manquantes sont à compléter. |              |                 |                 | |
| mars 1965                                | octobre 1997 | Roger Husson    | RPR             | Agent de maîtrise Sénateur de la Moselle (1983 → 2000) Conseiller général du canton de Dieuze (1982 → 2000) |
| octobre 1997                             | En cours     | Fernand Lormant | RPR puis UMP-LR | Cadre bancaire et assurance Conseiller général du canton de Dieuze (2000 → 2015)                            |

## Démographie
L'évolution du nombre d'habitants est connue à travers les recensements de la population effectués dans la commune depuis 1793. Pour les communes de moins de 10 000 habitants, une enquête de recensement portant sur toute la population est réalisée tous les cinq ans, les populations de référence des années intermédiaires étant quant à elles estimées par interpolation ou extrapolation. Pour la commune, le premier recensement exhaustif entrant dans le cadre du nouveau dispositif a été réalisé en 2006.

En 2022, la commune comptait 2 792 habitants, en évolution de −5,1 % par rapport à 2016 (Moselle : +0,52 %, France hors Mayotte : +2,11 %).
| 1793  | 1800  | 1806  | 1821  | 1831  | 1836  | 1841  | 1846  | 1851  |
| ----- | ----- | ----- | ----- | ----- | ----- | ----- | ----- | ----- |
| 3 097 | 3 114 | 3 793 | 3 823 | 4 044 | 3 965 | 3 895 | 3 944 | 3 930 |

| 1856  | 1861  | 1871  | 1875  | 1880  | 1885  | 1890  | 1895  | 1900  |
| ----- | ----- | ----- | ----- | ----- | ----- | ----- | ----- | ----- |
| 3 596 | 3 203 | 2 786 | 2 659 | 2 895 | 2 767 | 5 786 | 6 278 | 5 991 |

| 1905  | 1910  | 1921  | 1926  | 1931  | 1936  | 1946  | 1954  | 1962  |
| ----- | ----- | ----- | ----- | ----- | ----- | ----- | ----- | ----- |
| 5 893 | 3 160 | 2 527 | 2 407 | 3 082 | 3 462 | 2 498 | 3 431 | 3 563 |

| 1968  | 1975  | 1982  | 1990  | 1999  | 2006  | 2011  | 2016  | 2021  |
| ----- | ----- | ----- | ----- | ----- | ----- | ----- | ----- | ----- |
| 4 075 | 4 141 | 3 893 | 3 566 | 3 612 | 3 789 | 3 614 | 2 942 | 2 794 |

| 2022  | - | - | - | - | - | - | - | - |
| ----- | - | - | - | - | - | - | - | - |
| 2 792 | - | - | - | - | - | - | - | - |

## Économie
Une usine de recyclage des batteries de véhicules électriques, lancée à titre expérimental en 2011 par Veolia et Renault, va passer au stade industriel (voir Impact environnemental du transport routier : Électricité).

## Culture locale et patrimoine

### Héraldique
| Blason de Dieuze | Les armes de Dieuze se blasonnent ainsi : « De gueules à trois bandes courbées d'argent. » |

### Lieux et monuments

#### Édifices civils
- Vestiges de villas romaines.

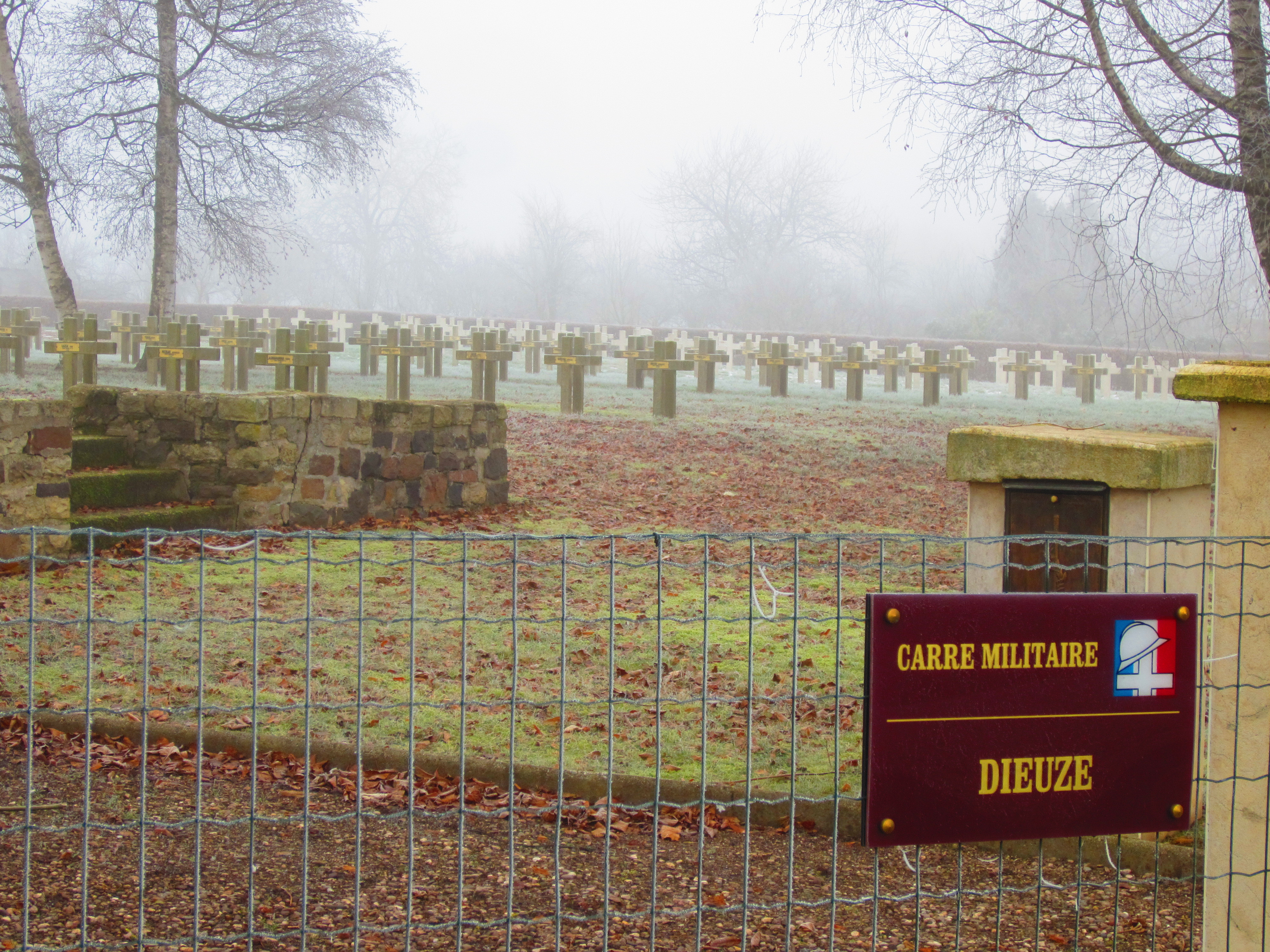
Cimetière militaire franco-polonais

- Ancien château : au XVIIIe siècle, il appartint à la famille de Ficquelmont. Le comte Charles-Louis de Ficquelmont y naquit en 1777. Sur son emplacement est bâti le tribunal construit en 1907.
- Cimetière militaire qui rassemble les morts de la 1re division polonaise de grenadiers, tombés lors des combats de juin 1940[37].
- Les prisonniers de guerre roumains "évacués" en Alsace et en Lorraine par les Allemands (1917-1918) ont particulièrement souffert des grandes épidémies et de conditions de détention difficiles – plus de 940 soldats reposent dans la Nécropole Nationale de Dieuze.
- En Moselle, le plus important Mémorial aux soldats français tombés sur le sol roumain en 1914-1918, a été réalisé à Dieuze par le sculpteur Remus Botar Botarro. Il s’agit d’une majestueuse œuvre d’art contemporain en bronze. Le monument commémoratif a été inauguré le 9 novembre 1998 par Jean-Pierre Masseret, secrétaire d’État aux Anciens Combattants et Victor Babiuc, ministre de la Défense de Roumanie.

#### La saline
L’exploitation d’un puits salé à Dieuze est attestée par des documents à partir du XIe siècle. L’exploitation fut propriété du duc de Haute-Lorraine Godefroid le Barbu, puis du chapitre collégial de Sainte-Madeleine de Verdun. À partir du XIIIe siècle, les ducs de Lorraine prirent des parts dans l’exploitation, jusqu’à la mener à leur seul profit de même qu’à Rosières-aux-Salines. Les salines lorraines ont favorisé l'essor du flottage du bois dans le massif des Vosges aussi à bûches perdues qu'en trains car une saline consomme une très grande quantité de bois de feu pour l'évaporation de la saumure.
Les magasins à sel et la porte Louis XV ont souvent été disputés dans l'histoire. Les fortifications de la saline, distincte de la ville, furent modernisées au XVIIe siècle. La saline elle-même connut une restructuration et une importante extension dans le cours du XVIIIe siècle.
Les salines deviennent ''royales'' en 1737. La saline de Dieuze compte parmi les plus importantes unités de production du royaume qui en dénombrait six. Cette industrie du sel fit travailler jusqu'à sept cents ouvriers.
Les installations souffrirent moins que la ville des bombardements américains de 1944. Des réparations furent effectuées, cependant la production de sel s’arrêta définitivement en 1973.
La porte monumentale sur la ville est classée Monument historique. Des bâtiments d’exploitation, d’une facture XVIIIe ou XIXe siècle très sobre, sont encore visibles sur le site.

#### Édifices religieux
- L’ancienne église XVe siècle, détruite en 1944, a été remplacée par l’église Sainte-Marie-Madeleine 1955 : décor en fer forgé.
- Chapelle Saint-Jacques-Majeur de l'hôpital.
- Statue de la Vierge de 1891.
- Temple protestant réformé civil, avenue Foch construit en 1903.
- Temple protestant militaire, chemin du Pont-Moreau construit en 1900 désaffecté en 1919, transformé en église sous le vocal de Sainte-Jeanne d'Arc démolie en 1974.
- Synagogue de Dieuze, avenue Foch construite en 1955, en remplacement de celle de 1907 détruite au cours de la Seconde guerre Mondiale.
- Cimetière israélite, chemin du Calvaire construit fin XIXe siècle.

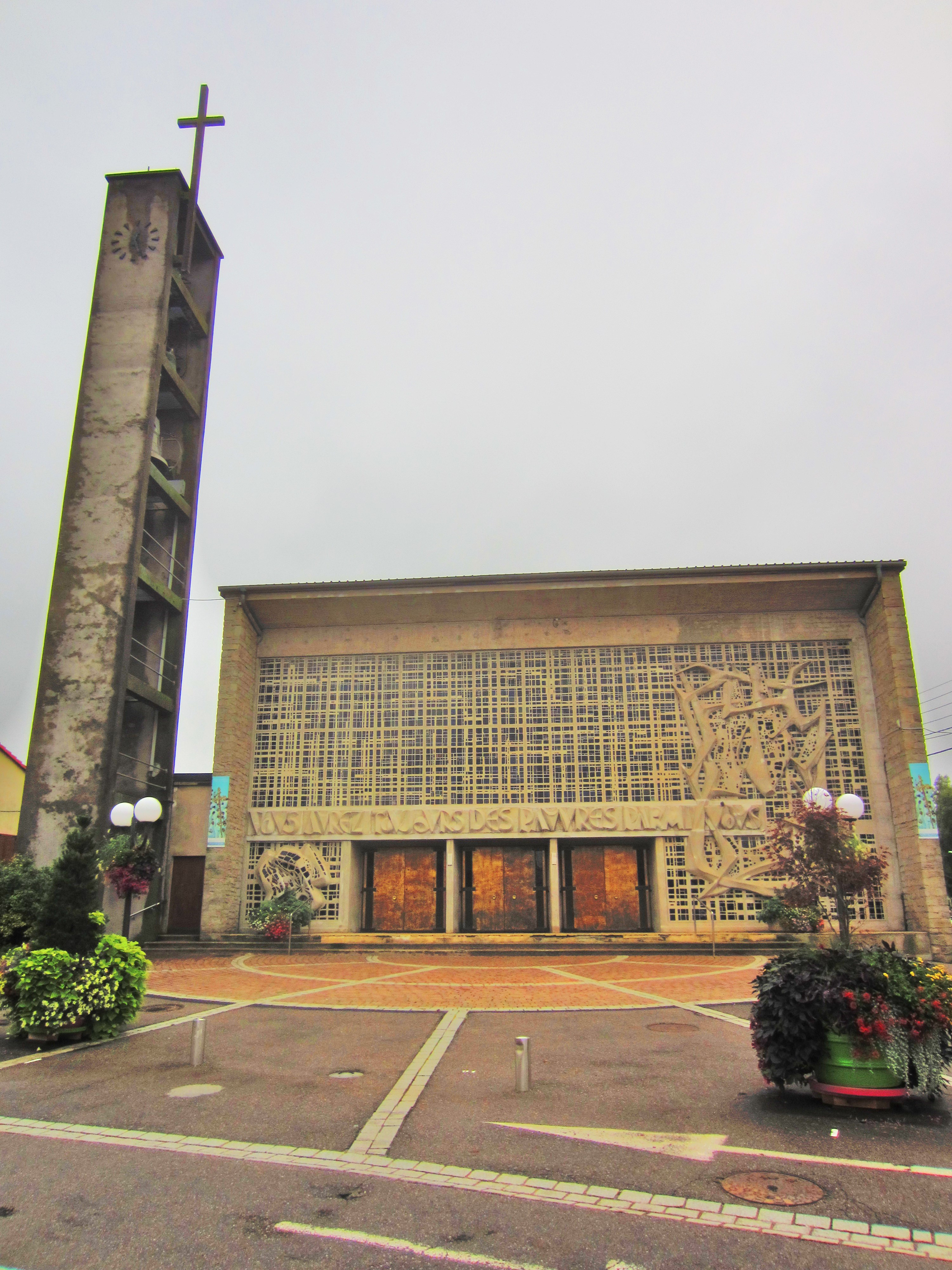
Église Sainte-Marie-Madeleine
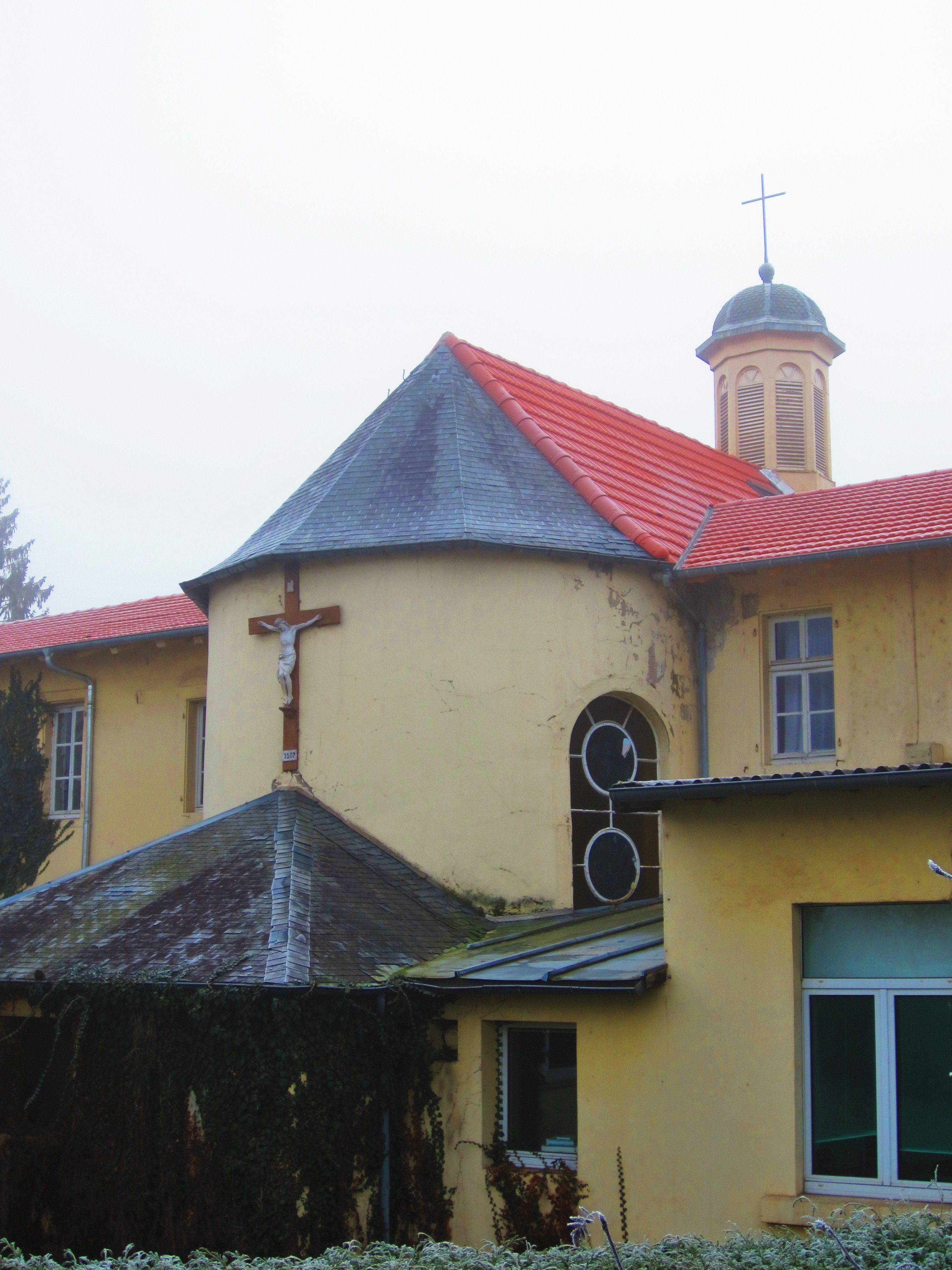
Chapelle Saint-Jacques-Majeur de l'hôpital
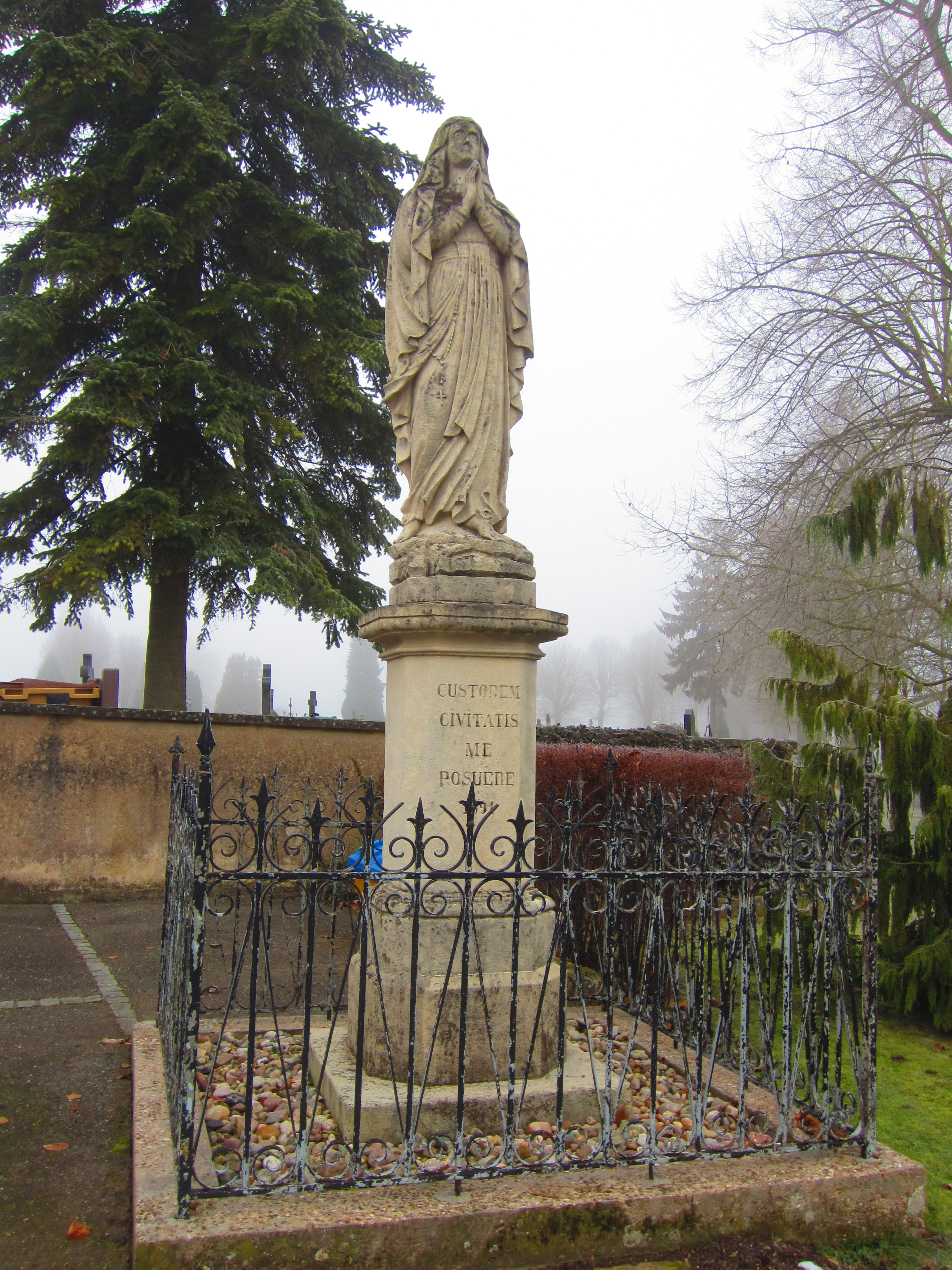
Statue de la Vierge
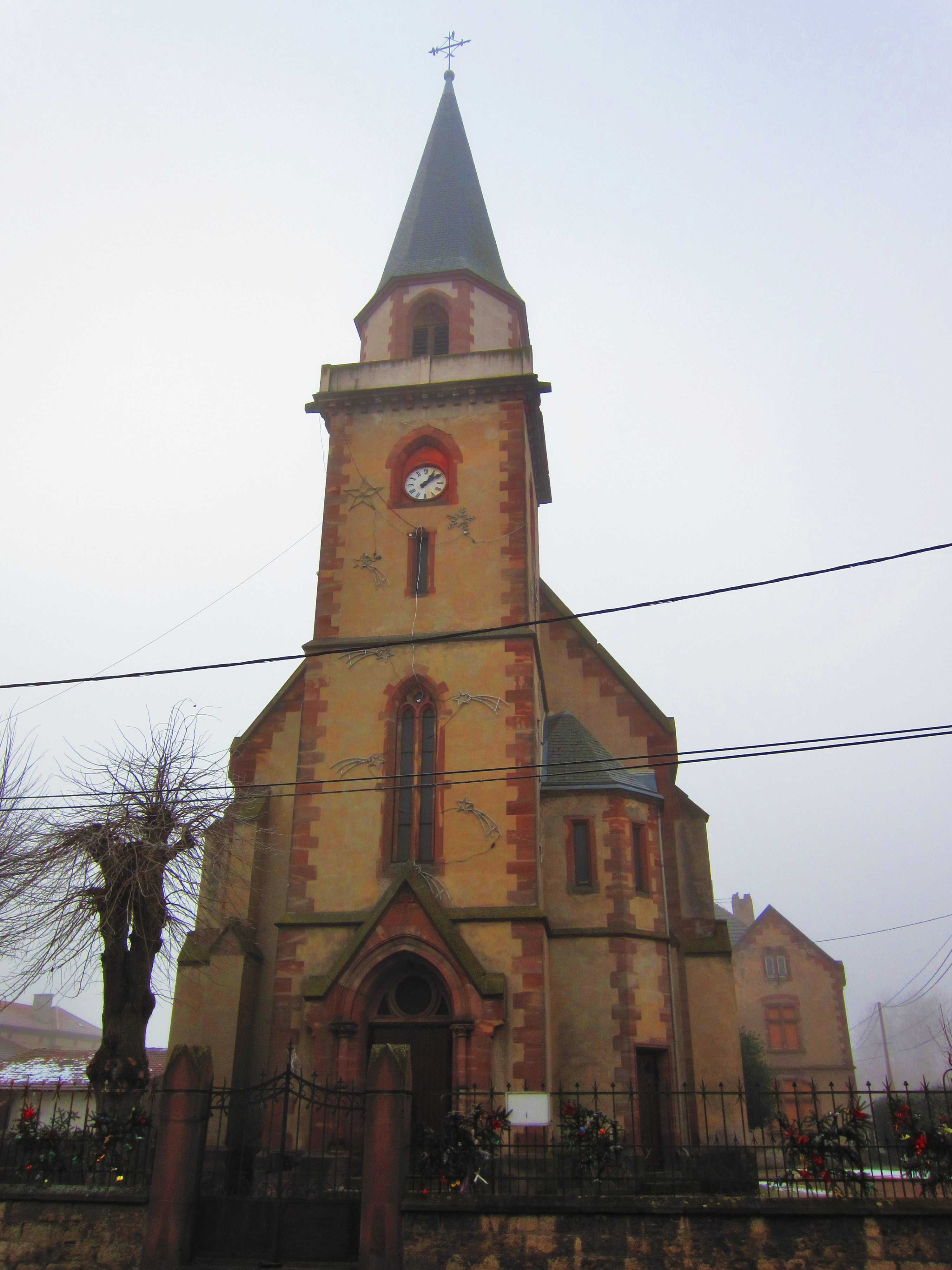
Temple protestant réformé
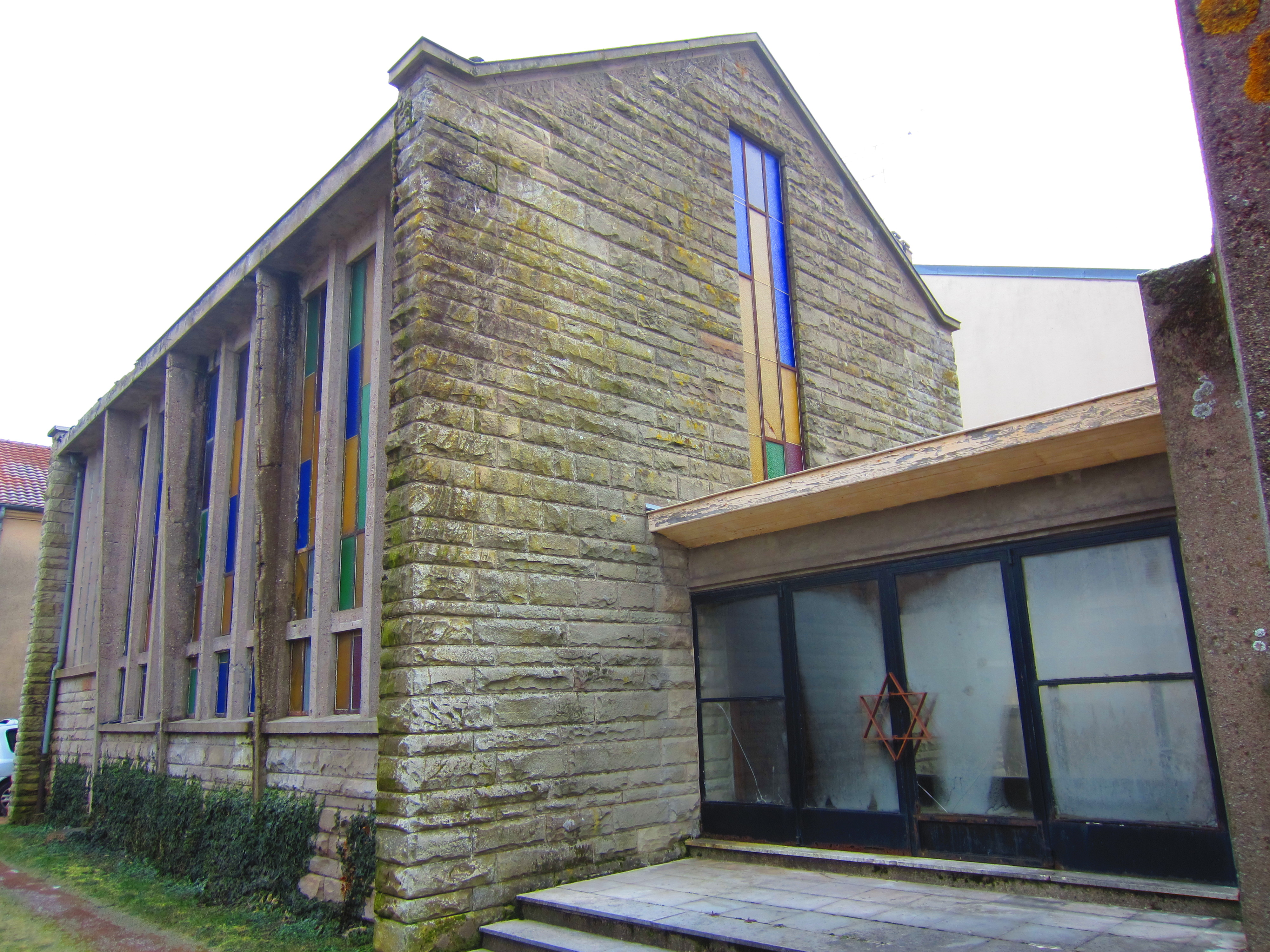
Synagogue
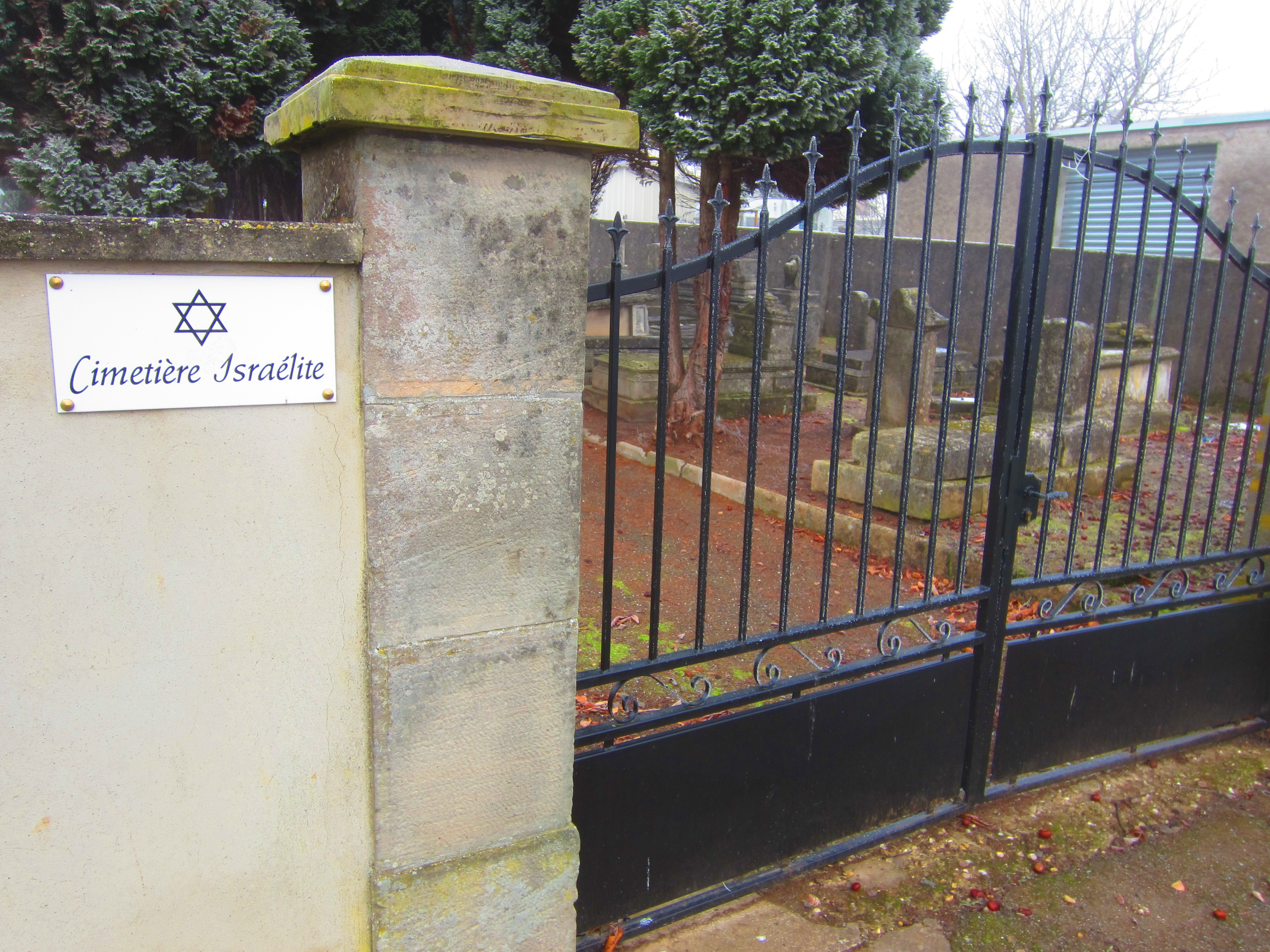
Cimetière israélite

## Sports
La commune compte plusieurs associations sportives dans lesquelles on peut pratiquer la pêche, l'équitation, le basket-ball, la randonnée, la gymnastique, le football, le judo, la plongée, l'ULM, la moto, la pétanque, le tir sportif, le taekwondo, le tennis et le badminton.

## Personnalités de la commune

### Personnalités nées à Dieuze
- Wolfgang Musculus (1497-1563), théologien réformateur lorrain ;
- Jean Charles Antoine Morel[45] (1752-1832), homme politique né et décédé à Dieuze, député aux Etats Généraux de 1789.
- Charles-Louis de Ficquelmont (1777-1857), noble lorrain, ministre-président de l’empire d’Autriche ;
- Jean Baptiste Lucien Buquet (1807-1889), entomologiste français ;
- Pierre-Auguste Vogin (1809-1882), homme politique, député de la Meurthe de 1848 à 1849 ;
- Maurice de Foblant (1817-1892), militaire et homme politique, député de la Meurthe ;
- Charles Hermite (1822-1901), mathématicien et académicien français ;
- Edmond About (1828-1885), écrivain et académicien français ;
- Arthur Arnould (1833-1895), écrivain  français, membre de la Commune de Paris ;
- Gustave Charpentier (1860-1956), compositeur et académicien français ;
- Émile Friant (1863-1932), peintre, sculpteur et académicien français ;
- Lucien Rouzet (1886-1948), physicien et inventeur français ;
- Richard von Bothmer (1890-1945 ), général de brigade allemand ;
- Ernst Becht (1895-1959), général de brigade allemand ;
- Hermann Richter (1903-1982), expert financier et consultant industriel allemand ;
- Burkhart Müller-Hillebrand (1904-1987), général de division allemand ;

### Personnalités liées à Dieuze
- Charles-Louis de Ficquelmont (1777-1857) ambassadeur, ministre et ministre-président d'Autriche.
- François de Lorraine (1599-1672), ancien évêque de Verdun, décédé à Dieuze.
- Louis-Gabriel de Gomer (1718-1798), député aux États généraux de 1789, décédé à Dieuze.